# Algèbre symétrique
En mathématiques, l'algèbre symétrique est une algèbre sur un corps associative, commutative et unifère utilisée pour définir des polynômes sur un espace vectoriel. 
L'algèbre symétrique est un outil important dans la théorie des algèbres de Lie et en topologie algébrique dans la théorie des classes caractéristiques.

## Algèbre symétrique d'un espace vectoriel
Soit E un espace vectoriel, l'algèbre symétrique de E, notée, S (E) ou Sym (E) est l'algèbre quotient de l'algèbre tensorielle T (E) par l'idéal bilatère I (E) engendré par les éléments {\displaystyle v\otimes u-u\otimes v} où u et v sont des éléments de E.
Cette algèbre est une algèbre associative, commutative et unifère.
La puissance symétrique k-ième de E, notée {\displaystyle S^{k}(E)}, est l'image du sous-espace vectoriel
{\displaystyle T^{k}(E)} dans S (E).  
L'algèbre symétrique est la somme directe des puissances symétriques k-ièmes de E :
On a :

## Algèbre symétrique d'un module
Si A est un anneau unitaire commutatif et M un module sur A, la construction précédente définit une algèbre S (M) sur l'anneau A.
Lorsque {\displaystyle M} est un module libre, {\displaystyle S(M)} est isomorphe à l'anneau des polynômes commutatifs à coefficients dans {\displaystyle A}  à indéterminées indexées par les éléments d'une base.
Pour tout module {\displaystyle M} de type fini, {\displaystyle {\mathrm {S} }(M)} est une algèbre de type fini sur {\displaystyle A}.

## Exemples: cas des espaces vectoriels de dimension finie
Si l'espace vectoriel est le corps K, l'algèbre symétrique S (K) est isomorphe à l'algèbre des polynômes à une indéterminée K [X].
Si l'espace vectoriel est {\displaystyle K\times K}, l'algèbre symétrique S ({\displaystyle K\times K}) est isomorphe à l'algèbre des polynômes à deux indéterminées K [X, Y].

## Polynômes sur un espace vectoriel et tenseurs symétriques
Les polynômes sur un espace vectoriel E sont définis comme les éléments de l'algèbre symétrique {\displaystyle S(E^{*})} où {\displaystyle E^{*}} désigne le dual de l'espace vectoriel E.
Les polynômes homogènes de degré k sont les éléments de l'espace vectoriel {\displaystyle S^{k}(E^{*})}
Ce sont des éléments du quotient {\displaystyle T^{k}(E^{*})/I_{k}(E^{*})} où {\displaystyle I_{k}(E^{*})=T^{k}(E^{*})\cap I(E^{*})}.
Les éléments de {\displaystyle T^{k}(E^{*})} sont des applications linéaires 
Un tenseur élément de {\displaystyle T^{k}(E^{*})} définit une application polynomiale homogène de degré k : {\displaystyle F(x)=P(x,x,x,...,x)}, qui ne dépend que de l'élément de {\displaystyle S^{k}(E^{*})} associé.
Les polynômes symétriques s'identifient (si le corps est de caractéristique 0), aux  tenseurs symétriques qui sont les éléments de {\displaystyle T(E^{*})} invariants par le groupe symétrique.